# ジヒドロ葉酸
ジヒドロ葉酸（ジヒドロようさん、英: dihydrofolic）は、ジヒドロ葉酸還元酵素（EC 1.5.1.3）によってテトラヒドロ葉酸を生成する葉酸誘導体である。ジヒドロ葉酸は細菌の細胞分裂に影響する。

テトラヒドロ葉酸（THF）による代謝とビタミンB_{12}によるTHFの再生産、Folsäure=葉酸、DHF=ジヒドロ葉酸、THF=テトラヒドロ葉酸、Vit.B_{12}=ビタミンB_{12}、Methyl-Vit.B_{12}=メチルコバラミン、Methionin=メチオニン、Methionin Syntase=5-メチルテトラヒドロ葉酸-ホモシステインメチルトランスフェラーゼ、Homocystein=ホモシステイン、N^{5}-Methyl-THF=5-メチルテトラヒドロ葉酸、N^{5},N^{10}-Methylene-THF=5,10-メチレンテトラヒドロ葉酸、N^{10}-Formyl-THF=10-ホルミルテトラヒドロ葉酸、dUMP=デオキシウリジン一リン酸、NADPH、DNA

一般にはビタミンB9として知られている。